# Ping

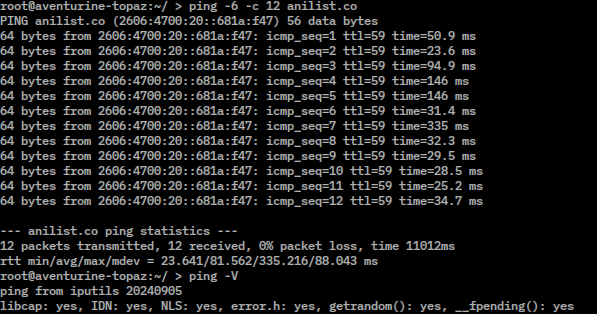
Проверка ping в системах GNU/Linux

Ping — утилита для проверки целостности и качества соединений в сетях на основе TCP/IP, а также обиходное название запроса.
Утилита отправляет ICMP Echo-Request-запросы указанному узлу и регистрирует получаемые ICMP Echo-Reply. Время между отправкой запроса и получением ответа (англ. Round Trip Time, RTT) позволяет оценивать задержки на маршруте и процент потерь пакетов, что косвенно отражает загруженность каналов передачи данных и промежуточных устройств.
В разговорной речи термин «пинг» также обозначает время передачи пакета (в миллисекундах) между клиентом и сервером.

## Этимология
Название происходит от английского обозначения звука импульса, издаваемого сонаром. Первоначально термин «ping» (по созвучию) применялся для обозначения направленного акустического сигнала, используемого противолодочными гидролокаторами (также известными как «асдики», англ. ASDIC, аббревиатура от Allied Submarine Detection Investigation Committee).
Другая версия этимологии связывает название с игрой пинг‑понг, в которой мяч отыгрывается между игроками. По аналогии, компьютер и сервер обмениваются командами и ответами, как мяч переходит от одного игрока к другому.

## Пример
При диагностике сетевого соединения программа ping используется для проверки целостности и качества связи посредством отправки ICMP Echo-запросов. Ответы (ICMP Echo-Reply) анализируются для оценки потерь пакетов и задержек на маршруте. Например, получение небольшого количества ответов (около 30 или менее) может свидетельствовать о нестабильной работе сетевого оборудования и потенциальных проблемах с безопасностью. В таких случаях рекомендуется проверить политику безопасности IP, брандмауэр, групповую политику и настройки сетевого адаптера и роутера. Следует отметить, что ping служит для проверки целостности и качества связи, а не для измерения скорости передачи данных, которую определяют транспортные протоколы TCP и UDP.
Обычный эхо-запрос имеет длину 64 байта (без учета 20 байт IP-заголовка). Согласно стандарту RFC 791, суммарный размер пакета в IPv4 не может превышать 65 535 байт.
Полное отсутствие ICMP-ответов может свидетельствовать о том, что удалённый узел или один из промежуточных маршрутизаторов блокирует ICMP Echo-Reply или игнорирует ICMP Echo-Request.
Программа ping является одним из основных диагностических средств в сетях TCP/IP и входит в состав всех современных сетевых операционных систем. Функциональность ping также реализована во встроенных операционных системах маршрутизаторов, а доступ к результатам выполнения ping по протоколу SNMP определяется RFC 2925 (Definitions of Managed Objects for Remote Ping, Traceroute, and Lookup Operations).
Поскольку для отправки ICMP-пакетов требуется создание raw-сокетов, для выполнения программы ping в системах UNIX необходимы права суперпользователя. Чтобы обычные пользователи могли использовать ping, для файла /bin/ping устанавливается SUID-бит.

## История
Программа была написана Майком Мууссом, учёным Исследовательской лаборатории баллистики (англ. Ballistics Research Lab) США в декабре 1983 года.

## Практическое использование
- IP-адрес можно определить по доменному имени, однако при первом обращении происходит запрос к DNS-серверу, если указан хост.
- Программа ping позволяет проверить работоспособность сервера. Например, системный администратор может определить, завис ли только веб-сервер или имеются проблемы с хостом.
- С помощью ping можно проверить наличие связи с сервером. Примером может служить сравнение результатов запроса по доменному имени и по IP-адресу, что помогает выявить проблемы с настройкой DNS-серверов.
- Кроме того, ping позволяет оценить качество канала связи, определяя процент утраченных пакетов. Этот показатель важен для онлайн-игроков, хотя низкий процент ответов не всегда свидетельствует о проблемах с качеством связи, поскольку в некоторых сетях протокол ICMP может иметь низкий приоритет или быть полностью заблокирован.